# Liste der Monuments historiques in Pareid
Die Liste der Monuments historiques in Pareid führt die Monuments historiques in der französischen Gemeinde Pareid auf.

## Liste der Immobilien
| Bezeichnung    | Beschreibung | Standort               | Kennzeichnung | Schutzstatus | Datum | Bild           |
| -------------- | --- | ---------------------- | ------------- | ------------ | ----- | -------------- |
| Kirche St-Remi | Turm und Schiff im Kern aus dem 12. Jahrhundert, Chor aus dem 14. Jahrhundert; im 16. Jahrhundert zur Wehrkirche ausgebaut; nach Zerstörung im Ersten Weltkrieg ab 1930 rekonstruiert | Rue de l’Église (Lage) | PA00106602    | Classé       | 1911  | weitere Bilder |

## Liste der Objekte
| Bezeichnung             | Beschreibung                                            | Standort                     | Kennzeichnung | Schutzstatus | Datum | Bild |
| ----------------------- | ------------------------------------------------------- | ---------------------------- | ------------- | ------------ | ----- | ---- |
| Skulptur eines Heiligen | Eichenholz, farbig gefasst, Anfang des 18. Jahrhunderts | in der Kirche St-Remi (Lage) | PM55002197    | Inscrit      | 1985  |      |